# سياسة سانت كيتس ونيفيس
سانت كيتس ونيفيس بلد عضو في الكومنولث مع الملكة اليزابيث الثانية كرئيس الدولة، يمثلها في سانت كيتس ونيفيس من قبل الحاكم العام, كاثبيرت سيباستيان، الذي يتصرف بناء على نصيحة من رئيس مجلس الوزراء دنزل دوغلاس. رئيس الوزراء هو زعيم حزب الأغلبية في مجلس النواب، ومجلس الوزراء ويتصرف في شؤون الدولة.
سانت كيتس ونيفيس لها مجلس تشريعي واحد، والمعروفة باسم الجمعية الوطنية. وتتألف اللجنة من 14 عضوا: 11 الممثلين المنتخبين (ثلاثة من جزيرة نيفيس) وثلاثة من أعضاء مجلس الشيوخ الذين يعينون من قبل الحاكم العام. ويتم تعيين اثنين من أعضاء مجلس الشيوخ بناء على نصيحة رئيس الوزراء، وبناء على نصيحة واحدة لزعيم المعارضة. خلافا لما حدث في بلدان أخرى، وأعضاء مجلس الشيوخ لا تشكل مجلس الشيوخ منفصلة أو الغرفة العليا للبرلمان، ولكن الجلوس في الجمعية الوطنية، إلى جانب ممثلين. الولاية مدتها خمس سنوات. رئيس مجلس الوزراء ومجلس الوزراء مسؤولون أمام البرلمان.
سانت كيتس ونيفيس عضوا كامل العضوية مجموعة الكاريبي ومنظمة دول شرق البحر الكاريبي.

## الأحزاب السياسية
- -حزب عمال سانت كيتس ونيفيس
- -اتحاد الحزب الوطني للتمكين
- -حركة العمل الشعبية
- -حزب الإصلاح نيفيس
- -حركة المواطنين المهتمين

## مواقع خارجية
- Federation of Saint Kitts and Nevis Constitutional Order of 1983